# Напролом (фільм, 2004)
Напролом (англ. Direct Action) — американо-канадський бойовик 2004 року.

## Сюжет
Останні дні служби поліцейського Френка Геннона стали для нього справжнім випробуванням. Вирушаючи на заслужений відпочинок, він не міг припустити, що його колишні друзі та соратники, з якими він прослужив багато років, є членами корумпованого поліцейського угруповання, яке займається відмиванням брудних грошей, торгівлею наркотиками і вбивством неугодних їм людей. Їхній лідер капітан Стоун, дізнавшись, що Френк запідозрив недобре, намагається його підкупити. Однак Френк твердо має намір повідомити про все владі і видати відомих йому учасників злочинної організації. Його намагаються звинуватити у вбивстві поліцейського, після чого він змушений ховатися від представників правопорядку і паралельно вести власне розслідування.

## У ролях
- Дольф Лундгрен — сержант Френк Геннон
- Поллі Шеннон — Біллі Росс
- Дональд Бурда — Брайант
- Ротафорд Грей — сержант Ед Граймс
- Конрад Данн — капітан Стоун
- Волтер Алза — Еспіноза
- Алекс Харзі — агент Білл
- Ларрі Дей — агент Філ
- Наташа Ла Феррьєр — Адріанна
- Деніел Кеш — Лопресті
- Стейсі Коук — Лоретта Граймс
- Джозеф Гріффін — Картер
- Ванесса Томпсон — Кеті